# Campnosperma brevipetiolatum
Campnosperma brevipetiolatum är en sumakväxtart som beskrevs av Volk.. Campnosperma brevipetiolatum ingår i släktet Campnosperma och familjen sumakväxter. Inga underarter finns listade i Catalogue of Life.